# Hans von Haebler
Hans Oskar Haebler, seit 1910 von Haebler (* 1. Dezember 1870 in Groß-Schönau; † 9. Mai 1945 ebenda) war ein sächsischer Major, Großkaufmann und Schriftsteller.

## Leben

### Herkunft und Familie
Hans war der zweite Sohn des sächsischen Kaufmanns Oskar Karl (von) Haebler (* 1847; † 1925), welcher 1910 in den erblichen sächsischen Adelsstand erhoben wurde. Seine Mutter war die Hofratstochter Luise Strübel (* 1850; † 1941). Er hatte vier Geschwister, nämlich Luise Elenore (* 1869; † 1962), Curt Oskar (* 1871; † 1933), Fritz Oskar (* 1876; † 1914) und Carl Oskar (* 1884; † 1957), Jurist, Offizier und Regierungsrat. Er heiratete am 6. August 1894 in Großschönau Alexandra von Friesen (* 1872; † 1932), Tochter des sächsischen General der Infanterie Alexander von Friesen, und bekam mit ihr zwei Kinder, nämlich Alexandra (* 1897) und den sächsischen Jagdpiloten Johann Gottfried von Häbler (* 1895; † 1918), kommandiert zur Jagdstaffel 36, kgl. sächs. Leutnant d. R. des Garde-Reiter-Regiments. Die zweite Ehe schloss Hans von Haebler 1993 in Bad Salzbrunn mit Anna Swoboda (* 1897; † 1945).

### Karriere
Haebler besuchte ein Gymnasium und trat dann als Einjährig-Freiwilliger in das Garde-Reiter-Regiment (1. Schweres Regiment) ein. Er wurde nachfolgend in die Reserve versetzt, wo er bis zum Rittmeister befördert wurde. Haebler zog zu seinem Vater nach Großschönau und übernahm 1889 mit seinem Bruder Kurt als Mitinhaber dessen Firma, die J. G. Haebler, sowie die sogenannte Haebler-Villa. Er war im Großschönauer Schützenverein aktiv. 1894 wurde er dann Leiter des Unternehmens. Nach Ausbruch des Ersten Weltkrieges wurde er zunächst beim Stabe der 53. Reserve-Division (3. Königlich Sächsische) verwendet. Er wurde noch zum Major der Reserve befördert und als Beauftragter des sächsischen Kriegsministeriums beim preußischen Kriegsamt in Berlin verwendet.
In der Nachkriegszeit betätigte er sich als Schriftsteller, wobei er sich in seinen Werken früh mit dem Nationalsozialismus identifizierte. Am 9. Mai 1945 begab er sich mit seiner zweiten Frau in den Großschönauer Park und erschoss sich und seine Ehefrau.

## Werke (Auswahl)
- Meine  Jungens.  Eine  Schüler-Komödie in fünf Aufzügen. 1924
- Vom glückhaften Sterben. Sechs kurze Geschichten für solche, denen auch heute noch die Ehre mehr gilt wie das Leben. Theodor Weicher, 1925
- Weihnachtsmärchen aus fünf verschiedenen Welten. 1925
- Die Vogelrepublik. Ein politisches Frühlingsmärchen. 1925
- Von der großen Sehnsucht. Die Geschichte einer Jugend. Theodor Weicher, 1925
- Neue Helden. Vaterländisches Schauspiel in fünf Aufzügen. 1926
- Sie will Schwester werden., 1927
- Die eine Einzige und die Anderen. Theodor Weicher, 1927
- Märchen und Legenden. 1927
- Käthe Trenk. Theodor Weicher. 1928
- Die Aussaat. Theodor Weicher, 1929
- Deutsche Komödie, Sechzig Millionen Seelen und drei dramatische Skizzen. 1930
- Der Antichrist. Der Führer. Zwei politische Studien in dramatischer Form. 1930

## Genealogie
- Gothaisches Genealogisches Taschenbuch der Adeligen Häuser. Zugleich Adelsmatrikel der D.A.G. Teil B (Briefadel). 1940. 32. Jg. Justus Perthes, Gotha 1939, S. 221–222. Siehe: FamilySearch (Kostenfrei).
- Hans Friedrich von Ehrenkrook, Friedrich Wilhelm Euler, Walter von Hueck, u. a.: Genealogisches Handbuch der Adeligen Häuser. B. (Briefadel). 1977, Band XII, Band 64 der Gesamtreihe GHdA, Hrsg. Deutsches Adelsarchiv, C. A. Starke, Limburg (Lahn) 1977, ISSN 0435-2408, S. 149–152. (Mit Bild, des Vaters und der Söhne, Hans als Rittmeister, vor 1925).